# Sugar Salt Pepper Green
『Sugar Salt Pepper Green』（シュガーソルトペッパーグリーン）は、日本のロックバンド、sumika [camp session]の1枚目のEP。
ソニー・ミュージックレコーズから2023年3月15日に発売。

## 概要
sumikaのアコースティック・バンド形態、sumika[camp session]では初のリリース。sumika名義を含めるとミニ・アルバムは「アンサーパレード」以来約7年ぶりのリリースである。
完全生産限定商品でありアナログ盤のみでのリリースとなっている。アナログ盤のリリースも「アンサーパレード」以来である。CDリリースの予定はないが配信でもリリースされている。
封入特典として1点ずつすべて配色が違う「世界に一つのsumika［camp session］ロゴステッカー」と、「四つ折りポスター」も付属。またSony Music Shopで予約購入者を対象に、抽選で参加出来る「Sugar Salt Pepper Green先行試聴会」も開催。
発売前となる2023年2月23日にメンバーの黒田隼之介が逝去。本作は予定通り発売となったが本作の発売を記念して開催予定であった『 sumika［camp session] 『Sugar Salt Pepper Green』Release Party at Billboard Live』は中止となった。

## 収録曲

### Side A
1. 知らない誰か
2. ユートピア
3. 春風
  - 「Dress Farm #3」「Familia」収録曲のセルフカバー。
4. IN THE FLIGHT
5. 浮世パスポート

### Side B
1. 知らない誰か (Instrumental)
2. ユートピア (Instrumental)
3. 春風 (Instrumental)
4. IN THE FLIGHT (Instrumental)
5. 浮世パスポート (Instrumental)

## ライブ映像
知らない誰か
- 「Familia」初回生産限定盤
- 「AMUSIC」初回生産限定盤B